# Quintenas
Quintenas är en kommun i departementet Ardèche i regionen Auvergne-Rhône-Alpes i sydöstra Frankrike. Kommunen ligger  i kantonen Satillieu som ligger i arrondissementet Tournon-sur-Rhône. År 2022 hade Quintenas 1 750 invånare.

## Befolkningsutveckling
Antalet invånare i kommunen Quintenas
Referens: INSEE